# ポール・フラハーティ (コンピュータ科学者)

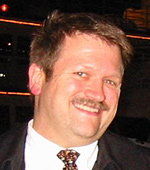
ポール・フラハーティ、2005年12月31日撮影

ポール・アンドリュー・フラハーティ（Paul Andrew Flaherty, 1964年3月14日 - 2006年3月16日）は、アメリカ合衆国のコンピュータ科学者。検索エンジン AltaVista の開発者である。

## 経歴
ウィスコンシン州ミルウォーキーに生まれ、1968年にミネソタ州グランドラピッズへ転居。学生時代にコンピュータと無線科学に興味を持ち、アマチュア無線のエクストラクラスライセンスを取得した。1982年にマーケット大学へ入学、電気工学と数学の学士号を取得。1986年にスタンフォード大学へ入学、1994年に電気工学の修士号と博士号を取得。1986年に AT&Tベル研究所に就職。
1994年にディジタル・イクイップメント・コーポレーション (DEC) の研究所へ転職。1995年春のイタリア出張時に、DEC の実力を示す方法として World Wide Web にインデックスをつけるアイデアを考え出す。カリフォルニア州パロアルトの研究所に戻ると、2人の研究員スタッフとともに検索エンジン AltaVista の開発に取りかかる。AltaVistaははじめ Alphaサーバの性能を示すために作られたものであった。
AltaVistaは1995年12月に公開され、数週間後には1日当たりの検索処理件数が数百万に達するほどの人気を博す。AltaVistaは DEC に45億ドル以上の利益をもたらした。1999年にAltaVistaはDEC からスピンオフし非公開企業になり、フラハーティはDECを退社しAltaVista社技術戦略担当ディレクターに就任した。
2000年に AltaVistaを離れ、同年5月にコンサルティング会社Zindigoに転職。2001年7月にはアクセンチュアに転職し、2003年2月まで勤務。その後カリフォルニア州メンローパークにある情報通信ソフト会社TalkPlusに転職し、製品開発担当副社長職に就いていた。
カリフォルニア州ベルモントの自宅で心臓発作のため42歳で死去。彼の遺体はノースダコタ州ファーゴに埋葬されている。